# Ramularia inaequale
Ramularia inaequale är en svampart som först beskrevs av Preuss, och fick sitt nu gällande namn av U. Braun 1998. Ramularia inaequale ingår i släktet Ramularia och familjen Mycosphaerellaceae.   Inga underarter finns listade i Catalogue of Life.